# Halliburton

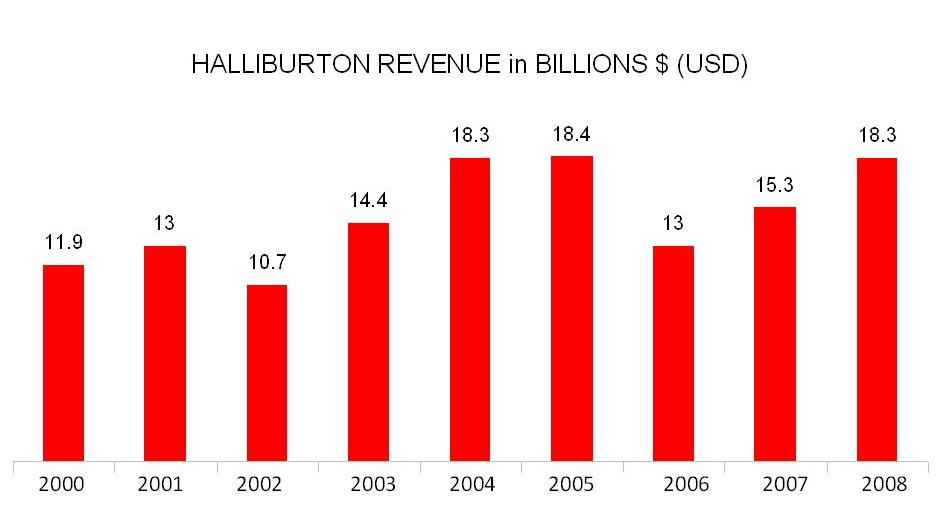
Doanh thu hàng năm của Halliburton

Halliburton (phát âm /ˈhælɨbɜrtən/; NYSE: HAL) là công ty dịch vụ mỏ dầu lớn thứ hai thế giới với các hoạt động tại hơn 70 quốc gia. Nó có hàng trăm công ty con, chi nhánh, chi nhánh, 4 thương hiệu và các bộ phận trên toàn thế giới và sử dụng hơn 50.000 nhân viên.
Công ty có trụ sở chính tại văn phòng North Belt ở Houston, bang Texas, và văn phòng ở Dubai, Các tiểu vương quốc Ả rập thống nhất (mở cửa tháng 3 năm 2007), nơi Chủ tịch và Giám đốc điều hành David J. Lesar làm việc và cư trú, "tập trung tăng trưởng Bán Cầu Đông của công ty." The company will remain incorporated in the United States..
Mảng kinh doanh chính của Halliburton là Tập đoàn Năng lượng dịch vụ (ESG). ESG cung cấp sản phẩm và dịch vụ kỹ thuật dầu khí và khai thác khí thiên nhiên và sản xuất. Công ty con cũ của Halliburton, KBR, là một công ty xây dựng lớn của nhà máy lọc dầu, các lĩnh vực dầu, đường ống, và nhà máy hóa chất. Halliburton công bố vào ngày 5 tháng 4, năm 2007 rằng hãng cuối cùng đã chấm dứt liên hệ với KBR, vốn là công ty trực thuộc chuyên về ký kết hợp đồng, thiết kế và thi công trong 44 năm.